# Geeving
Geeving — дебютний студійний альбом канадської електронікор групи Abandon All Ships. Він був випущений 5 жовтня 2010 під лейбом Universal Music Group. Альбом піднявся на 27 сходинку у Canadian Hot 100, а у чартах «Billboard Top Heatseekers» на 16.

## Список пісень
1. Bro My God
2. Geeving
3. Megawacko 2.1
4. When Dreams Become Nightmares
5. Strange Love
6. Family Goretrait
7. Guardian Angel
8. Structures
9. Heaven
10. Take One Last Breath